# Ny Shekel
Ny Shekel er den israelske møntfod og har valutakoden ILS. Valutaen forkortes ofte NIS (fra engelsk: New Israeli Sheqel) og har ₪ som valutategn. Denne møntfod erstattede den originale Shekel efter hyperinflation i begyndelsen af 1980'erne. Møntfødderne skiftede den 4. september 1985 og var i forholdet 1 Ny Shekel = 1.000 gamle Shekel.